# Walk out
Der Walk out ist ein Begriff aus der Verhandlungstechnik und bedeutet das – überraschende – Verlassen einer Verhandlungsdiskussion oder auch den Abbruch eines Telefongespräches oder einer digitalen Kommunikation. 
Er kann verhandlungstechnisch zwei Gründe haben, den völligen Abbruch der Kommunikation oder aber, er erfolgt aus einer taktischen Situation oder Überlegung heraus, um zu verbesserten Bedingungen wieder „an den Tisch“ zurückzukommen.